# Blændramme
blindramme eller spændramme er betegnelsen for den ramme som et maleri -lærred opspændes på, inden det kan anvendes.
Blindrammen laves som regel af (billigt) træ men kan alternativt også være lavet af metal. Ordet stammer fra det tyske blendrahmen, – visningsramme.
Der findes forskellige måder til at sikre en korrekt udspænding af lærredet på rammen. Der findes derfor også forskellige afarter ar blændrammer, heriblandt kan nævnes kilerammen, hvis dimensioner kan justeres med kiler i rammens hjørner.